# Natriumcyanaat
Natriumcyanaat is het natriumzout van cyaanzuur en bezit als brutoformule NaOCN. Het is een kleurloos kristallijn poeder, dat vrij goed oplosbaar is in water. Het smelt bij 550°C en ontleedt voor het bereiken van het kookpunt. In tegenstelling tot natriumcyanide wordt natriumcyanaat niet beschouwd als een giftige, maar wel als een schadelijke stof.

## Synthese
Natriumcyanaat kan bereid worden door de reactie van ureum met natriumcarbonaat:
{\displaystyle {\ce {2CO(NH2)2 + Na2CO3 -> 2NaOCN + 2NH3 + CO2 + H2O}}}
Dit is analoog aan de vorming van kaliumcyanaat.
Het wordt ook gevormd door oxidatie van natriumcyanide. Dit kan door bijvoorbeeld zuurstofgas doorheen gesmolten natriumcyanide te leiden:
{\displaystyle {\ce {2NaCN + O2 -> 2NaOCN}}}
Natriumcyanaat ontstaat verder bij de reactie tussen cyanogeenbromide en natriumhydroxide:
{\displaystyle {\ce {CNBr + 2 NaOH -> NaBr + H2O + NaOCN}}}
De reactie gaat ook met cyanogeenchloride of cyanogeenjodide.

## Toepassingen
Natriumcyanaat wordt gebruikt in de synthese van andere chemische verbindingen. Organische isocyanaten worden gevormd door de reactie van natriumcyanaat met een organisch halogenide. Zo reageert benzylchloride met natriumcyanaat tot benzylisocyanaat.
Natriumcyanaat wordt ook gebruikt bij de synthese van het herbicide terbacil en het geneesmiddel carisoprodol.